# Radiodifusão Austríaca
A Österreichischer Rundfunk (ORF, Radiodifusão austríaca) é uma fundação de direito público austríaca encarregada da rádio e televisão na Áustria. Ela é a maior empresa de mídia austríaca e tem a sua sede principal em Viena. 

## Organização

### Dirigentes
- Oskar Czeija : 1924-1938
- Josef Scheidl : 1960-1967
- Gerd Bacher : 1967-1974
- Otto Oberhammer : 1974-1978
- Gerd Bacher : 1978-1986
- Thaddäus Podgorski : 1986-1990
- Gerd Bacher : 1990-1994
- Gerhard Zeiler : 1994-1998
- Gerhard Weis : 1998-2001
- Monika Lindner : 2002 - 31/12/2006
- Alexander Wrabetz : desde 01/01/2007

## Actividades
A Österreichischer Rundfunk trabalha com seis cadeias de rádio e quatro canais de televisão. 

### Rádio
- Ö1
- O antigo Ö2 foi substituído por nove rádios regionais para cada um dos diferentes estados em que se divide o país:

- - Radio Wien
  - Radio Niederösterreich
  - Radio Oberösterreich
  - Radio Burgenland
  - Radio Salzburg
  - Radio Steiermark
  - Radio Tirol
  - Radio Vorarlberg
  - Radio Kärnten

- Hitradio Ö3 é uma estação musical que transmite muito do pop-rok atual. Ö3 é o programa de rádio austríaco mais escutado com cerca de 3 milhões de ouvintes todos os dias.
- FM4 transmite rock alternativo e concertos.
- Radio 1476 é um programa especial da ORF difundido sobre a frequência de 1476 kHz de Viena , com uma potência de emissão de 60 kw.
- Radio Österreich 1 International é a rádio internacionalaustríaca

### Televisão
| Logótipo | Canal        | Descrição                                                                                            | Fundação                         |
| -------- | ------------ | --- | -------------------------------- |
|          | ORF 1        | Generalista com predominância de notícias, dramaturgia, documentários, eventos desportivos e filmes. | 1 de agosto de 1955 (69 anos)    |
|          | ORF 2        | Programação regional, informativa, cultural, séries e filmes.                                        | 11 de setembro de 1961 (63 anos) |
|          | ORF 2 Europe | Programação em simultâneo com a Ö1 International, para a Europa.                                     | 5 de julho de 2004 (20 anos)     |
|          | ORF III      | Programação cultural e informativa, sobre turismo e meteorologia.                                    | 26 de novembro de 2011 (13 anos) |
|          | ORF Sport +  | Desporto e notícias.                                                                                 | 1 de maio de 2006 (19 anos)      |